# سكودو مالطي
السكودو (الجمع سكودي) هي العملة الرسمية للمنظمة العسكرية المستقلة لمالطا وكانت عملة مالطا أثناء حكم المنظمة لمالطا، والذي انتهى في عام 1798. وهي مقسمة إلى 12تاري كل منها مكون من 20 جراني (مفرد جرانو) مع 6 بيكيولي (بيكيولو مفرد) إلى جرانو. وهو مرتبط باليورو (بمعدل 1 سكودو مقابل 0.24 يورو أو 1 يورو=4 سكودو 2 تاري).

## التاريخ
سُكت العملة النقدية الأولى في رودس في عام 1318. بحلول عام 1500 كانت العملات المعدنية تحمل الخصائص المميزة للصليب وشعار النبالة الخاص بالرهبنة ورئيسها الأكبر على أحد الجانبين ورأس القديس يوحنا المعمدان على الجانب الآخر. وقد سُكت العملة المعدنية لأول مرة في مالطا في عهد بييرو دي بونتي. ثم تحسنت جودة العملات المعدنية خاصة في عهد أنطونيو مانويل دي فيلهينا في أوائل القرن الثامن عشر. وفي بعض الفترات الزمنية سُمح بتداول العملات الأجنبية في مالطا إلى جانب السكودو بما في ذلك الدولار الإسباني والليرة الفينيسية ولويس دور وعملات أخرى.
أثناء الاحتلال الفرنسي لمالطا في عام 1798 قامت السلطات الفرنسية بصّهر بعض الفضة من كنائس الجزيرة وضربها في عملات معدنية بقيمة 15 و30 تاري من قوالب جراند ماستر هومبيش الصادرة عام 1798. بعد الثورة المالطية قاموا بختم سبائك الذهب والفضة بقيمة اسمية بالجراني والتاري والسكودي وقاموا بتداولها لفترة وجيزة كعملة معدنية في فاليتا والمناطق المحيطة بها.
استمر تداول السكودو في جزيرة مالطا التي أصبحت مستعمرة بريطانية إلى جانب بعض العملات الأخرى حتى استبدلها جميعًا بالجنيه الإسترليني في عام 1825 بمعدل 1 جنيه إسترليني مقابل 12 سكودو (أو 1 سكودو=1 شلن و8 بنسات) باستخدام العملة البريطانية. ومع ذلك ظلت بعض عملات السكودي قيد الاستخدام وقاما بسحب آخر العملات المعدنية من التداول وإلغاؤها في نوفمبر 1886. كان لدى 1 سكودو في عام 1886 القدرة الشرائية التي تعادل 3.82 جنيه إسترليني أو 4.35 يورو في عام 2011. اعتمدت جمهورية مالطا الحالية الجنيه المالطي العشري في عام 1972 واليورو في عام 2008.
أصدرت مؤسسة النقد الإيطالي التي يوجد مقرها الآن في روما عملات تذكارية مقومة بالجراني والتاري والسكودي منذ عام 1961. سكت العملات الصادرة عام 1961 في روما بينما سكت العملات الصادرة في باريس وأريزو في عامي 1962 و1963. ابتداءً من عام 1964 سكت العملات المعدنية في دار سك العملة الخاصة بالمنظمة.
وكان السكودو أيضًا العملة المستخدمة على طوابع النظام من عام 1961 إلى عام 2005 عندما بدأ استخدام اليورو.

## العملات معدنية

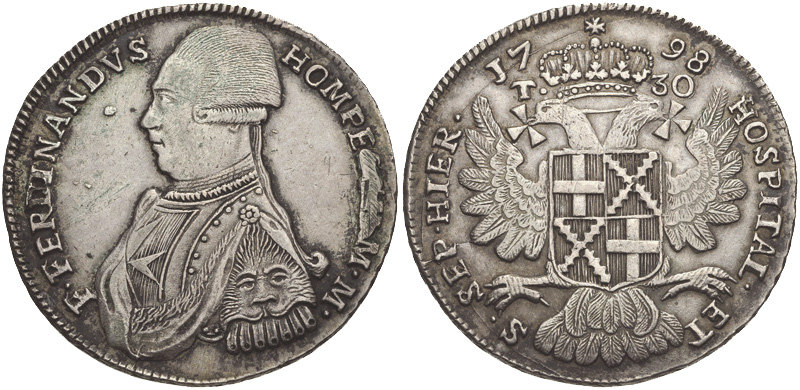
عملة معدنية بقيمة 30 تاري للسيد الكبير هومبيش سُكّت أثناء الاحتلال الفرنسي لمالطا عام 1798

تم إصدار العملات المعدنية بفئات 1و21⁄2 و5 و 10 جرامات 1 و2 و4 و 6 مرات 1و11⁄4 و11⁄3 و 2 و21⁄2 و 5 و 10 و 20 سكودي. الـ 1 و21⁄2 و 5 و 10 جراني بالإضافة إلى 1 تاري سكت من النحاس مع21⁄2 جراني مقيمة بـ 15 بيكولي. 2 و 4 و 6 تاري 1 و11⁄4 و11⁄3 و2 و21⁄2 سكودي كانت عملات فضية مع11⁄4 و11⁄3 و21⁄2 سكودي مقومة بـ 15 و16 و30 ريالاً. كانت العملات المعدنية من فئة 5 و10 و20 سكودي ذهبية.
تشمل العملات المعدنية التي سكت اليوم 10 جراني برونزية و9 تاري فضية و1 و2 سكودي و5 و10 سكودي ذهبية.
في عام 2011 بيعت عملة ذهبية لأنطونيو مانويل دي فيلهينا سكت عام 1725 بمبلغ 340 ألف دولار أمريكي.

## الإرث
في اللغة المالطية هناك العديد من الأمثال التي تذكر السكودو المالطي. ومنها:
| مثل مالطي                                        | الترجمة الحرفية إلى الإنجليزية                                                    | المعنى                                                                      |
| ------------------------------------------------ | --------------------------------------------------------------------------------- | --------------------------------------------------------------------------- |
| Ħabib fis-suq aħjar minn mitt skud fis-senduq    | صديق في السوق خير من مائة سكودي في الصندوق                                        | الصديق أغلى من أي شيء                                                       |
| Aħjar skud fil-but minn mija fis-senduq.         | من الأفضل أن يكون لديك سكودو في الجيب من مائة في الصندوق                          | من الأفضل أن تكون متأكدًا من شيء ما بدلاً من أن تكون غير متأكد من أشياء كثيرة |
| Aħjar disa’ rbajja’ u rieqed minn skud u mqajjem | من الأفضل أن يكون لديك تسعة أرباع وتكون نائمًا من أن يكون لديك سكودو وتكون مستيقظًا | الكسول يفضل العمل أقل مقابل أموال أقل                                       |